# Gersbronn (Dinkelsbühl)
Gersbronn (früher auch Heißbronn genannt) ist ein Gemeindeteil der Großen Kreisstadt Dinkelsbühl im Landkreis Ansbach (Mittelfranken, Bayern). Gersbronn liegt in der Gemarkung Hellenbach.

## Geografie
Südlich des Dorfs fließt der Mutschachgraben, ein linker Zufluss der Wörnitz. Im Osten liegt das Waldgebiet Stadtkammerneufe, im Süden der Tigertwald, 0,5 km nördlich der Lichtenschlag. 0,5 km westlich gibt es eine Campinganlage. Eine Gemeindeverbindungsstraße führt zur Staatsstraße 2220 bei Mutschach (0,5 km südlich) bzw. zu einer Gemeindeverbindungsstraße (0,3 km nordwestlich), die an Hopfengarten vorbei nach Dürrwangen zur Kreisstraße AN 41 bzw. nach Dinkelsbühl verläuft.

## Geschichte
Die Fraisch über Gersbronn war strittig zwischen dem ansbachischen Oberamt Feuchtwangen, dem oettingen-spielbergischen Oberamt Dürrwangen und der Reichsstadt Dinkelsbühl. Die Dorf- und Gemeindeherrschaft hatte die Reichsstadt Dinkelsbühl.
Im Jahr 1732 bestand der Ort aus drei Höfen, die in der Grundherrschaft der Spitalpflege der Reichsstadt Dinkelsbühl unterstanden. Auch gegen Ende des 18. Jahrhunderts gab es drei Anwesen. Grundherr war nach wie vor die Reichsstadt Dinkelsbühl (Spital: 2 Hofgüter; Stadtkammer: 1 Hofgut).
Von 1797 bis 1808 unterstand der Ort dem Justiz- und Kammeramt Feuchtwangen.
Im Jahr 1809 wurde Gersbronn infolge des Gemeindeedikts dem Steuerdistrikt Schopfloch und der Ruralgemeinde Lehengütingen zugeordnet. Mit dem Zweiten Gemeindeedikt (1818) wurde der Ort in die neu gebildete Ruralgemeinde Hellenbach überwiesen. Am 1. Juli 1971 wurde Gersbronn im Zuge der Gebietsreform in Bayern nach Dinkelsbühl eingegliedert.

## Einwohnerentwicklung
| Jahr      | 001818 | 001840 | 001861 | 001871 | 001885 | 001900 | 001925 | 001950 | 001961 | 001970 | 001987 | 002015 |
| Einwohner | 43     | 40     | 45     | 40     | 47     | 43     | 44     | 58     | 39     | 37     | 61     | 49     |
| Häuser    | 7      | 7      |        |        | 7      | 7      | 7      | 7      | 9      |        | 11     |        |
| Quelle    | [ 13 ] | [ 14 ] | [ 15 ] | [ 16 ] | [ 17 ] | [ 18 ] | [ 19 ] | [ 20 ] | [ 21 ] | [ 22 ] | [ 23 ] | [ 1 ]  |

## Religion
Der Ort ist seit der Reformation evangelisch-lutherisch geprägt und war ursprünglich nach St. Peter (Sinbronn) gepfarrt, seit der zweiten Hälfte des 19. Jahrhunderts ist die Pfarrei St. Paul (Dinkelsbühl) zuständig. Die Katholiken sind nach St. Georg (Dinkelsbühl) gepfarrt.